# Bastiaan Verwey
Bastiaan (Bas) Verwey (24 augustus 1949) is een psychiater die onder meer 
onderzoek heeft verricht naar de behandeling van mensen die een suïcidepoging hebben gedaan. 
Bas Verwey studeerde geneeskunde in Amsterdam, gevolgd door de opleiding tot psychiater in Leiden. 
Van  1984 tot 2013 was hij als psychiater verbonden aan de afdeling Psychiatrie van de Alysis Zorggroep te Arnhem en omstreken. 
Op de locatie Rijnstate ziekenhuis in Arnhem werkte Verwey samen met drie andere psychiaters op de oudste psychiatrische afdeling van een algemeen ziekenhuis (PAAZ) van Nederland. 
Verwey heeft vooral belangstelling voor de behandeling van patiënten met een combinatie van lichamelijke en psychiatrische (co-morbide) stoornissen. Deze belangstelling kwam tot uiting in de wijze waarop hij zijn werk als consultatief psychiater deed. 
De genoemde belangstelling blijkt uit de manier waarop Verwey met zijn collega psychiaters en het management van het Rijnstate ziekenhuis de psychiatrische afdeling heeft omgevormd tot een Medisch Psychiatrisch Unit (MPU). In een MPU kunnen namelijk patiënten worden behandeld die zowel een lichamelijke stoornis als een psychiatrische stoornis hebben. 
Verwey is in februari 2007 in Leiden gepromoveerd op een proefschrift dat aandacht schenkt aan de zorg en behandelingsaspecten voor mensen die een suïcidepoging hebben gedaan. In Nederland worden per jaar ongeveer veertienduizend mensen behandeld na een mislukte zelfmoordpoging. Bastiaan Verwey onderzocht hoe deze mensen behandeld worden. De meerderheid van de Nederlandse ziekenhuizen bleek geen richtlijnen te hebben voor de behandeling van personen die een suïcidepoging hadden gedaan. En daar waar wel richtlijnen aanwezig zijn worden deze niet altijd goed opgevolgd. Dat heeft voor een deel te maken met de kwaliteit van de richtlijnen. Die was in veel gevallen onvoldoende. Verwey laat ook zien dat mensen die na een suïcidepoging in het ziekenhuis werden opgenomen vaak vergeten wat er met hen besproken en afgesproken is in het ziekenhuis, omdat zij nog onder invloed zijn van de medicijnen die ze hebben geslikt. Verwey heeft middels kwantitatief onderzoek aangetoond dat hulpverleners en behandelaars de neiging hebben om een aantal essentiële zaken in de zorg voor deze patiënten te vergeten. 
Verwey publiceerde onder meer over:
- de samenhang tussen soma en psyche;
- elektroconvulsietherapie;
- opvang van suïcidepogers in het algemeen ziekenhuis;
- onderzoek naar geheugenstoornissen ten gevolge van benzodiazepinen.

Bestuursfuncties van verschillende verenigingen en commissies werden en worden door hem bekleed:
- Hij was zeven jaar voorzitter van de Vestdijkkring. Vanaf 2022 is hij opnieuw bestuurslid geworden.
- In 1994 participeerde hij in de Commissie van Advies in zake de functie ziekenhuispsychiatrie.
- Hij was 7 jaar voorzitter van de Sectie Consultatieve en Ziekenhuispsychiatrie van de Nederlandse Vereniging voor Psychiatrie (NVvP).